# Grafton (Ohio)
Grafton is een plaats (village) in de Amerikaanse staat Ohio, en valt bestuurlijk gezien onder Lorain County.

## Demografie
Bij de volkstelling in 2000 werd het aantal inwoners vastgesteld op 2302.
In 2006 is het aantal inwoners door het United States Census Bureau geschat op 5869, een stijging van 3567 (155,0%).

## Geografie
Volgens het United States Census Bureau beslaat de plaats een oppervlakte van
11,7 km², geheel bestaande uit land. Grafton ligt op ongeveer 236 m boven zeeniveau.

## Plaatsen in de nabije omgeving
De onderstaande figuur toont nabijgelegen plaatsen in een straal van 16 km rond Grafton.